# Juhász Árpád (újságíró)
Juhász Árpád, Schäffer (Szepsi, 1894. december 2. – Budapest, 1946 után) író, újságíró, költő.

## Életútja
Schäffer Samu (1869–1923) és Friedländer Szidónia (1872–1937) fia. Tanulmányait Bécsben, Besztercebányán és Miskolcon végezte. Ezt követően több városban (Debrecenben, Miskolcon, Szegeden, Kolozsváron, Budapesten) újságíróként munkálkodott, többek között a Pesti Naplónál. Az első világháború után beutazta Európát, ezt követően Iglón, majd Munkácson dolgozott, végül Kassán a Kassai Újság munkatársaként tevékenykedett, illetve szerkesztette a Renaissance Könyvtár kiadványsorozatot. 1934–1938 között a kassai rádió magyar adásának szerkesztője volt. 1938 után újra Budapesten folytatta újságírói munkáját haláláig. Eszmeileg a szocializmussal rokonszenvező műveket alkotott. Schäffer családi nevét 1916-ban változtatta Juhászra.

## Művei
- Gobelin. Novellás könyv; Klein-Ludvig Ny., Miskolc, 1914
- Köszöntés messziről. Versek; Galántai, Budapest, 1916
- Emil Rusko–Árpád Juhász: Červená opica. Satira; Nakl. Slov. Vychod., Košice, 192?
- Úri kaszinó. Regény; Globus Ny., Košice, 1926
- Búcsúzó. Versek; Renaissance Kultúregyesület Ny., Košice-Kassa, 1927 (Renaissance könyvtár)
- Hamlet, dán királyfi. Regény; Kazinczy, Košice-Kassa, 1929 (Kazinczy könyvtár)
- Murin-ház. Regény; Athenaeum, Košice, 1932
- Felkiáltójel; szerzői, Kassa, 1939
- Testamentum. Versek; Springer Ny., Budapest, 1941
- Szabadság himnusza. Juhász Árpád versei; Springer Ny., Budapest, 1945
- Elfojtott könnyek